# Цивільне управління східних земель
Цивільне управління східних земель, ЦУСЗ (пол. Zarząd Cywilny Ziem Wschodnich, ZCZW) — польська адміністративна структура, створена на підставі декрету Тимчасового начальника держави Юзефа Пілсудського від 19 лютого 1919 р., що мала виконувати функції цивільної адміністрації на новоприєднаних східних землях.

## Передісторія
Новостворена польська держава на чолі з Юзефом Пілсудським не приховувала, що прагне до втілення ідеї «об’єднання всіх польських земель», у тому числі шляхом поглинання «східних кресів». Це означало поширення польської влади і на частину українських, білоруських і литовських земель — територій колишньої Речі Посполитої. 
Навесні 1919 р. особливо запеклі бої тривали на польсько-українському фронті. У квітні сюди спрямовано частини 100-тисячної польсько-французької армії під командуванням генерала Юзефа Галлера. Полякам протистояли війська Української Галицької Армії (УГА) та Директорії. Загальний наступ польського війська, розпочатий у травні 1919 р., завершився поразкою УГА в Галичині. Це призвело до того, що поляки встановили повний контроль над територією Західноукраїнської Народної Республіки. Відступ українських військових частин за Збруч оголив тили українських збройних формувань на Волині. У середині травня польська армія розгорнула наступ на всьому волинському фронті. Війська Директорії чинили запеклий опір, проте вже 29 травня 1919 р. у Луцьк увійшли передові частини 13-ї Польської дивізії під командуванням генерала Й. Коміцького. Дислоковані в Луцьку українські військові підрозділи були роззброєні та інтерновані в табори. Упродовж весни-літа 1919 р. польські війська оволоділи Володимир-Волинським, Ковельським та частиною Луцького повітів колишньої Волинської губернії. Там поляки почали формувати органи тимчасової адміністрації. Однією з перших установ, яка представляла польську владу на загарбаних територіях, стало Цивільне управління східних земель. 

## Історія
ЦУСЗ здійснювало управління досить великою територією, яка, крім частини західноукраїнських земель, також охоплювала обшири, населені білорусами і литовцями. Очолював Цивільне управління східних земель Генеральний цивільний комісар. Його призначав Начальник Держави за поданням голови уряду, наділяючи найвищою виконавчою владою на підзвітній йому території. До кола повноважень Генерального комісара входили питання, які торкалися всіх ділянок цивільного життя, за винятком військових справ. Він міг видавати тимчасові розпорядження, що мали силу закону, встановлювати попередні розміри витрат і доходів ЦУСЗ, здійснювати нагляд за підлеглою йому адміністрацією, призначати й контролювати діяльність суддів, ухвалювати рішення про вибори до органів місцевого самоврядування. Управління Генерального комісара спочатку містилося у Варшаві, а з жовтня 1919 р. — у Вільні. Очолив ЦУСЗ, згідно з рішенням Ю. Пілсудського, відомий польський історик, професор Людвик Колянковський. Після його відставки з посади, у квітні 1919 р. комісаром став Єжи Осмоловський. Ці обов’язки він виконував до часу ліквідації Цивільного управління східних земель 9 вересня 1920 р. 
Структура органів влади ЦУСЗ була доволі розгалуженою. Генеральний комісар у своїй діяльності безпосередньо спирався на підлеглий йому Генеральний комісаріат, а також окружних комісарів, яким, у свою чергу, підпорядковувалися повітові й міські комісари, а також війти в сільських гмінах (волостях). Розбудова адміністративних структур ЦУСЗ на місцях відбувалася рівнобіжно з просуванням польського війська на схід. Генеральному комісарові в статусі інспекторів підлягали спеціальні уповноважені при групах військ, які діяли в Литві, Білорусі та на Волині. Так, представником комісара при командуванні групи польських військ на Волині (командувач Едвард Ридз-Сміглий) став Здіслав Родзинкевич.
Від 1 червня 1920 р. наказом Верховного головнокомандувача польських військ від 29 травня 1920 р. безпосередній нагляд над цією структурою взяв на себе уряд Польської Республіки. ЦУСЗ фактично припинило своє існування, коли більшовики захопили ці землі влітку 1920 р., хоча формально його було розформовано лише 9 вересня 1920 р. 

## Зміни в устрої
- 28 травня 1919 утворено міський повіт у Вільні[4].
- 7 червня 1919 утворено округи Берестейську з центром у Бресті-Литовському та Віленську — з центром у Вільні, а також Управління повітів Волині з тимчасовим місцеперебуванням адміністрації у Ковелі[5].
  - До складу Берестейської округи ввійшли повіти Брест-Литовський, Волковиський, Пружанський, Слонімський, Кобринський i Пінський.
  - До складу Віленської округи ввійшли повіти Віленський, Троцький, Ошмянський, Свенцянський, Лідський, Гродненський i Новогрудський.
  - До складу Управління повітів Волині ввійшли повіти Володимир-Волинський, Ковельський і Луцький.
- 9 вересня 1919 року на місці Управління повітів Волині було створено Волинську округу[6].
- 15 вересня 1919 утворено Мінську округу, до складу якої ввійшли повіти Мінський, Слуцький, Бобруйський, Борисовський та Ігуменський[7].
- 23 жовтня 1919 до Віленської округи приєднано Браславський повіт[8].
- 6 листопада 1919 до Віленської округи приєднано Дісненський повіт з тимчасовим адміністративним центром у Глибокому, а до Берестейської округи — Мозирський повіт з тимчасовим адміністративним центром у Житковичах[9].
- 20 листопада 1919 р. адміністративний центр Волинської округи перенесено з Ковеля в Луцьк[10].
- 17 січня 1920 наказом Головнокомандувача польських військ від Цивільного управління східних земель відокремлено Цивільне управління земель Волині та Подільського фронту[11].
- 9 лютого 1920 р. з територій Лепельського і Полоцького повітів із тимчасовим центром у Кубличах утворено новий Лепельський повіт, який увійшов до складу Мінської округи[12].
- 10 квітня 1920 р. до Мозирського повіту приєднано тимчасово зайняту польськими військами частину Річицького повіту [13].

## Сили правопорядку
У 1919–1920 рр. відбувалося становлення органів державної поліції. Головний тягар обов’язків забезпечити правопорядок на Волині в умовах ведення військових дій покладався на воєнізовану структуру – польову жандармерію. Вона поділялася на дві групи – повітову та прифронтову. Прифронтова жандармерія була повноцінною військовою одиницею й діяла безпосередньо у смузі воєнних дій. Зате повітова жандармерія виконувала функції з охорони правопорядку та громадської безпеки на правах тимчасових правоохоронних органів. У містах Волині влітку 1919 р. формуються підрозділи польської комунальної поліції, яка прийшла на зміну місцевим воєнізованим структурам, що, залежно від місцевих особливостей, мали різні назви – народна міліція, міська міліція, громадянська сторожа, народна варта тощо. Приміром, у Луцьку організація комунальної поліції тривала з 21 червня по 16 липня 1919 р. Підрозділи комунальної поліції з’явилися також у Ковелі, Володимирі, Рівному, Острозі. Комунальна поліція перебувала на утриманні міських магістратів. У повітах функції правоохоронних органів далі виконувала здебільшого польова жандармерія. 
Важливі юридичні документи, які регулювали діяльність поліційних підрозділів у 1919–1920 роках, уміщено у збірнику нормативно-правових актів «Dziennik Urzędowy Zarządu Cywilnego Ziem Wschodnich» (Офіційний вісник Цивільного управління східних земель).